# Uppsala-ESO Survey of Asteroids and Comets
Le programme Uppsala-ESO Survey of Asteroids and Comets (UESAC) se déroula en 1992–1993. Un grand nombre d'astéroïdes furent étudiés. Plus de 15 000 positions furent détectées et les orbites de 2 500 astéroïdes furent calculées. Ce programme est crédité par le Centre des planètes mineures pour la découverte entre 1992 et 1995 de 1 123 astéroïdes numérotés (mai 2022).
Les observations étaient effectuées à l'observatoire européen austral au Chili et à l'observatoire anglo-australien en Australie. Les détails de ce programme ont été publiés en 1996.

## Astéroïdes découverts
| (6102) Visby            | 21 mars 1993    |
| (6252) Montevideo       | 6 mars 1992     |
| (6273) Kiruna           | 1er mars 1992   |
| (6528) Boden            | 21 mars 1993    |
| (6654) Luleå            | 29 février 1992 |
| (6666) Frö              | 19 mars 1993    |
| (6739) Tärendö          | 19 mars 1993    |
| (6795) Örnsköldsvik     | 17 mars 1993    |
| (6796) Sundsvall        | 21 mars 1993    |
| (6797) Östersund        | 21 mars 1993    |
| (7248) Älvsjö           | 1er mars 1992   |
| (7292) Prosperin        | 1er mars 1992   |
| (7431) Jettaguilar      | 19 mars 1993    |
| (7528) Huskvarna        | 19 mars 1993    |
| (7595) Växjö            | 21 mars 1993    |
| (7704) Dellen           | 1er mars 1992   |
| (7705) Humeln           | 17 mars 1993    |
| (7706) Mien             | 19 mars 1993    |
| (7770) Siljan           | 2 mars 1992     |
| (7771) Tvären           | 2 mars 1992     |
| (7833) Nilstamm         | 19 mars 1993    |
| (8540) Ardeberg         | 17 mars 1993    |
| (8677) Charlier         | 2 mars 1992     |
| (8678) Bäl              | 1er mars 1992   |
| (8679) Tingstäde        | 2 mars 1992     |
| (8680) Rone             | 2 mars 1992     |
| (8681) Burs             | 2 mars 1992     |
| (8682) Kräklingbo       | 2 mars 1992     |
| (8683) Sjölander        | 2 mars 1992     |
| (8695) Bergvall         | 17 mars 1993    |
| (8696) Kjeriksson       | 17 mars 1993    |
| (8697) Olofsson         | 21 mars 1993    |
| (8698) Bertilpettersson | 19 mars 1993    |
| (8868) Hjorter          | 1er mars 1992   |
| (8869) Olausgutho       | 6 mars 1992     |
| (8870) von Zeipel       | 6 mars 1992     |
| (8871) Svanberg         | 1er mars 1992   |
| (8881) Prialnik         | 19 mars 1993    |
| (9055) Edvardsson       | 29 février 1992 |
| (9056) Piskunov         | 1er mars 1992   |
| (9358) Fårö             | 29 février 1992 |
| (9359) Fleringe         | 6 mars 1992     |
| (9372) Vamlingbo        | 19 mars 1993    |
| (9373) Hamra            | 19 mars 1993    |
| (9374) Sundre           | 19 mars 1993    |
| (9617) Grahamchapman    | 17 mars 1993    |
| (9618) Johncleese       | 17 mars 1993    |
| (9619) Terrygilliam     | 17 mars 1993    |
| (9620) Ericidle         | 17 mars 1993    |
| (9621) Michaelpalin     | 21 mars 1993    |
| (9622) Terryjones       | 21 mars 1993    |
| (9623) Karlsson         | 21 mars 1993    |
| (10102) Digerhuvud      | 29 février 1992 |
| (10103) Jungfrun        | 29 février 1992 |

| (10104) Hoburgsgubben  | 2 mars 1992     |
| (10105) Holmhällar     | 6 mars 1992     |
| (10106) Lergrav        | 1er mars 1992   |
| (10123) Fideöja        | 17 mars 1993    |
| (10124) Hemse          | 21 mars 1993    |
| (10125) Stenkyrka      | 21 mars 1993    |
| (10126) Lärbro         | 21 mars 1993    |
| (10127) Fröjel         | 21 mars 1993    |
| (10128) Bro            | 19 mars 1993    |
| (10129) Fole           | 19 mars 1993    |
| (10130) Ardre          | 19 mars 1993    |
| (10131) Stanga         | 21 mars 1993    |
| (10132) Lummelunda     | 20 mars 1993    |
| (10544) Hörsnebara     | 29 février 1992 |
| (10545) Källunge       | 2 mars 1992     |
| (10553) Stenkumla      | 17 mars 1993    |
| (10554) Västerhejde    | 19 mars 1993    |
| (10794) Vänge          | 29 février 1992 |
| (10795) Babben         | 1er mars 1992   |
| (10796) Sollerman      | 2 mars 1992     |
| (10807) Uggarde        | 17 mars 1993    |
| (10808) Digerrojr      | 17 mars 1993    |
| (10809) Majsterrojr    | 17 mars 1993    |
| (10810) Lejsturojr     | 17 mars 1993    |
| (10811) Lau            | 17 mars 1993    |
| (10812) Grötlingbo     | 21 mars 1993    |
| (10813) Mästerby       | 19 mars 1993    |
| (10814) Gnisvärd       | 19 mars 1993    |
| (10815) Östergarn      | 19 mars 1993    |
| (11069) Bellqvist      | 1er mars 1992   |
| (11081) Persäve        | 21 mars 1993    |
| (11295) Gustaflarsson  | 8 mars 1992     |
| (11305) Ahlqvist       | 17 mars 1993    |
| (11306) Åkesson        | 17 mars 1993    |
| (11307) Erikolsson     | 19 mars 1993    |
| (11308) Tofta          | 21 mars 1993    |
| (11532) Gullin         | 1er mars 1992   |
| (11533) Akebäck        | 1er mars 1992   |
| (11907) Näränen        | 2 mars 1992     |
| (11934) Lundgren       | 17 mars 1993    |
| (11935) Olakarlsson    | 17 mars 1993    |
| (11936) Tremolizzo     | 17 mars 1993    |
| (12311) Ingemyr        | 1er mars 1992   |
| (12312) Väte           | 2 mars 1992     |
| (12752) Kvarnis        | 19 mars 1993    |
| (13082) Gutiérrez      | 6 mars 1992     |
| (13101) Fransson       | 19 mars 1993    |
| (13991) Kenphillips    | 17 mars 1993    |
| (13992) Cesarebarbieri | 17 mars 1993    |
| (13993) Clemenssimmer  | 17 mars 1993    |
| (13994) Tuominen       | 17 mars 1993    |
| (13995) Tõravere       | 19 mars 1993    |